# 자오징
자오징(중국어: 赵菁, 병음: Zhào Jīng, 1990년 12월 31일 ~ )는 중화인민공화국의 여성 수영 선수이다. 2008년, 2012년 올림픽에 출전하였다.

## 같이 보기
- 수영 배영 50m 세계 기록 추이